# Anagliptin
Anagliptin (INN; tên thương mại Suiny) là một loại dược phẩm để điều trị đái tháo đường týp 2. Nó được phê duyệt để sử dụng tại Nhật Bản. Nó thuộc nhóm thuốc chống tiểu đường được gọi là chất ức chế dipeptidyl peptidase-4 hoặc "gliptin".